# 豪門夜宴 (1959年電影)
《豪門夜宴》（英語：Feast of a Rich Family），是香港一部1959年上映的粵語黑白時裝諷刺喜劇電影，由李晨風、李鐵、吳回、羅志雄执导，吳楚帆、張瑛等人主演。故事講述吳楚帆飾演的暴發戶馮綏仁為了炫富，打算以祝賀老父留鬚此一荒誕理由舉行一場晚宴，將本來過著清貧生活的老父接回家中，在晚宴的籌備過程及準備赴宴者的生活中，發展出一幕幕鬧劇，從中展現人情冷暖、炎涼世態中的眾生相:162。
本片為華南電影工作者聯合會成立以來第三部為籌募經費而製作的電影（前兩部為《人海萬花筒》及《錦繡人生》），雲集大量粵語片演員演出及國語片演員客串，為華南影聯製作的四部籌款電影中最聞名的一部。2005年，獲香港電影金像獎協會票選為「最佳華語片一百部」之第84名。香港電影界曾為賑濟1991年華東水災而重拍為同名電影。

## 背景
1949年，香港一部分電影人為改善業界工作環境和電影品質，成立華南電影工作者聯合會（簡稱「華南影聯」或「影聯會」）。建會後曾先後義拍四部電影，以籌募經費。第一部為1950年拍攝的粵語片《人海萬花筒》，第二部為1954年拍攝的粵語片《錦繡人生》:40-47。本片即為第三部作品:48-53，於建會十周年時拍成，邀請了大批粵語片明星演出，還有一些國語片明星客串。第四部則為1964年拍攝的國語片《男男女女》:54-55:21,26。後世的主流說法是此四部電影乃為籌建該會會所而義拍:36,59，而會所最終於1966年建成:26。但在華南影聯出版的《豪門夜宴創作圖譜》，則既有章節提到本片及前兩作均是「籌建會所委員會」的安排:26，但亦有整理當時會議議程的章節指出，本片的籌備可追溯至1955年8月第七屆理事會「拍片籌建會員子弟學校暨福利基金」之決議:14。當時亦有新聞報道指收入將撥歸會員福利基金。
本片被視為華南影聯製作的四部籌款電影中最聞名的一部。

## 劇情簡介
暴發戶馮綏仁（吳楚帆飾）與何老大（盧敦飾）是商業上的對手，他們在俱樂部進行了一場賭局。事後仁為了炫耀自己夫人（梅綺飾）的新鑽戒比何老大夫人的鑽戒更大，以慶賀老父（林坤山飾）留鬚為藉口舉行宴會。馮父一直與女兒娟（白燕飾）及女婿張德祺（張活游飾）在貧民區過著清貧生活。仁將老父接到豪宅中，又認為老父過於瘦弱有失體面，強行替他進補，將父親弄得不似人形。娟與夫婿不滿兄長的氣焰，同時又為了張羅赴宴的賀禮而鬧不和，後來他們得知鄰居徐伯（黃楚山飾）因工受傷，更為了是否先拿錢去幫助徐伯治療而掙扎。另一方面，卻有像經紀何老四（張瑛飾）這種人，絞盡腦汁欲獲得請帖，以求親近上流社會的機會。與此同時，何老大也發帖於同日設宴，何與仁千方百計引誘名流賓客們光臨自己的宴會。宴會當晚，馮父不值兒子為富不仁的態度，忍無可忍，竟在賓客面前扯掉假鬚揭穿謊言，使兒媳大出洋相。:48

## 演員表
| 演員               | 角色名稱:78-79   | 備註 |
| ------------------ | ---------------- | --- |
| 吳楚帆             | 馮綏仁           | 䁥稱馮老二。地產商，屬於暴發戶。:164 |
| 梅綺（張瑛妻）     | 馮太太           | 馮綏仁之妻。演員特意以誇張的演繹方式配合劇情之荒誕。 |
| 林坤山             | 馮父             | 馮綏仁之父。被兒子從貧民區接回豪宅，偽裝留鬚出席宴會。縱使聽聞為富不仁的兒子漠視受傷的建築工人，仍配合其安排，最後得知受傷的建築工人竟是自己的棋友鄰居徐伯，憤而揭穿兒子謊言並離去。:166-167 |
| 黎灼灼             | 馮母             | 馮綏仁之母，陪同丈夫搬到馮綏仁的豪宅。最後離開晚宴時，不同於丈夫的決絕，她回頭望向兒子。:166-167                                                                                             |
| 白燕               | 馮娟             | 馮綏仁之妹。 |
| 張活游             | 張德祺           | 馮娟之夫。為賀禮而抵押西裝:37，後馮娟經過一番內心掙扎後，決定將準備贖回西裝的錢拿出，幫助鄰居徐伯支付治療費用。:162                                                                          |
| 梁俊密（童星）     | 大寶             | 張德祺與馮娟的兒女。:60 |
| 鍾蔭妮（童星）     | 小寶             | 張德祺與馮娟的兒女。:60 |
| 盧敦               | 何老大           | 富商，馮綏仁的死對頭。精於賭術:24。相對於暴發戶馮綏仁，屬於舊富豪。:164 |
| 黃曼莉（謝益之妻） | 何太太           | 何老大之妻，與丈夫一起到馮綏仁的宴會搗亂。:76 |
| 張瑛               | 何老四（經紀王） | 喜歡巴結大老闆，極力尋求宴會的請帖。:36,42 |
| 羅艷卿             | 何妻             | 何老四之妻，有學識的婦女，因顧全丈夫的面子，沒有外出工作發展事業:166。對丈夫渴望參加宴會的態度感到不屑，發生爭吵。:36,126-132                                                                |
| 上官筠慧           | 幗英             | 何老四小姨。:166 |
| 李月清（李晨風妻） | 坤嫂             | 何老四家的工人。 |
| 姜中平             | 阿勝             | 馮父與張德祺一家的鄰居，一對貧窮的兄弟，為張德祺夫婦是否應送賀禮而爭論。:37,135-141 |
| 李清               | 阿佳             | 馮父與張德祺一家的鄰居，一對貧窮的兄弟，為張德祺夫婦是否應送賀禮而爭論。:37,135-141 |
| 郭少泉             | 阿水             | |
| 黃楚山             | 徐伯             | 建築工人:38，馮父的鄰居與棋友。在馮綏仁的建築工地當散工期間受傷。 |
| 大聲婆             | 徐妻             | 徐伯家人。 |
| 李文鉅（童星）     | 徐仔             | 徐伯家人。 |
| 梁小妹（童星）     | 徐女             | 徐伯家人。 |
| 容小意（李清妻）   | 茱莉             | 交際花，馮綏仁的情婦，陪伴他出席賭局。:90 |
| 高魯泉             | 王士松           | 馮綏仁的跟班。名字「士松」疑為「屎蟲」的諧音。行事較為老練。:164-165 |
| 王鏗               | 包祖白           | 出身殯儀館的化裝師:43。名字「祖白」疑為「糟粕」、「撞板」（碰釘之意）的諧音。行事經常碰釘，與王士松爭相出謀獻計，競爭馮綏仁的歡心。:164-165                                                  |
| 吳回               | 未有列出         | 化裝師阿燦，包祖白的師父，擅長貼鬚。:44,177 |
| 周驄               | 阿聰             | 工人，與阿勝、阿佳闖入宴會告知眾人徐伯彌留的消息。:203-205 |

其他演員包括:78-79：
- 飾演馮家工人：鄭文霞、蕭珍、高偉蘭（盧敦妻）、馮淑逑、陳昌嫂、陳昌嫂、李翠萍、岑佩華、鄧祥
- 飾演何老大跟班：周鸞、何碧堅
- 飾演俱樂部賓客：趙士豪、香海、林源、鄧珠光
- 飾演俱樂部職員：萬靈、湯劍廷、西瓜刨、黃林、林華、李鏡清、鄧敏、甘露
- 飾演鄰居：甘露、梁淑卿、楊秀鳳
- 吳桐 飾 醫生
- 馮明 飾 護士
- 飾演裁縫：張生（楊秀鳳夫）、黃公武
- 區嶽 飾 經紀陳
- 來自長城影業、鳳凰影業的國語片演員，客串演出宴會賓客[12]：夏夢、石慧（傅奇妻）、陳思思、王熙雲、平凡、李嬙、姜明、江漢（姜明兒子）、金沙、高遠、張錚、張冰茜、龔秋霞、馮琳、洪虹、孫芷君、李次玉、方婷、李炳宏、曹炎

## 製作

### 籌備及創作
是次籌款電影的商討與籌備，始於華南影聯第七屆理事會。他們最初於1955年10月組成編劇委員會，分成6組共18人。1956年1月底編劇委員會決議籌備拍攝粵語片、國語片各一部，發信向一些著名劇作家徵求劇本，如程剛、吳天池、盧雨岐、唐滌生、任護花 、王天林等；由盧敦、朱克、劉芳三人負責挑選；其中要求重要角色需有15人以上，每個角色戲份盡量不超過兩堂景。至1956年5月，第八屆理事會、編劇委員會決議先拍粵語片，並重新推選能專責進行撰寫的人士主持編劇工作，包括盧敦、朱克、左、陳雲、楊捷、何碧堅，由第八至十一屆理事長的劉芳:193-194擔任顧問。至1957年7月，第九屆理事會成立拍片籌備委員會，選出粵、國語片組製片主任，當時粵語片組製片主任為盧敦； 並將粵語片劇本完成期限定為8月中。至同年10月的會議，又選出粵語片組製片委員會，包括吳楚帆（主任）、劉芳（秘書）、盧敦、謝濟芝、朱紫貴、陳文、秦劍、張瑛、謝益之。同年10月的會議決定促使劇本盡快完成，同年12月馮鳳謌加入參與編劇工作。1958年3月，劉芳提出「集體創作，專人執筆」，盧敦提出劇本需以內容健康為原則，廣邀業界人士、劇作家進行座談會，提供意念。:14-16據後人引用盧敦在其著作《瘋子生涯半世紀》的回憶，前作《人海萬花筒》及《錦繡人生》為配合演員人數多而戲份少的需求，均是由多個獨立短篇故事構成，但成績未如理想，這次他們希望構思既能獨立拍攝，又能串連為一個完整故事的劇本，創作因此難度而停滯不前，最終採用了馮鳳謌提出的「通過一張請柬，描述幾個家庭，各階層人物的心態」，突破悶局；他們安排了一些著名編劇座談討論，分組起稿，由盧敦、陳雲、張純、朱作華整理，正式劇本最後由盧敦執筆完成。:21-22而一篇劉芳的專訪則提及參與編劇共十位，歷時五至六個月:31，十位編劇包括馮鳳謌、朱克、李亨、陳雲、朱作華等:50。1958年8月，第十屆理事會通過劇本大綱，即為本片《豪門夜宴》:16。發行時名義上編劇為「華南影聯編劇研究組」。
本片與其他三部籌款電影皆以賣片花形式出售版權。先由陳文接觸片商，由劉芳等人跟進。:53

### 攝製
1958年7月26日於長城片場開鏡，同年9月完成攝製。:16
劉芳於專訪中透露，包括他在內的四位製片共同擬定拍片進度、攝製計劃，及按四位導演的專長決定由哪位執導哪一場戲，其中製片朱紫貴負責事項最多（一說為朱紫貴經常擔任集體大製作的總製片，包括本片）。四位導演的分工如下：一開始的俱樂部賭局由李鐵執導；白燕、張活游、李清、姜中平的對手戲（張德祺夫婦及阿勝阿佳兄弟對於賀禮的爭論）由李晨風執導；張瑛、羅艷卿、上官筠慧（何老四一家）的家庭糾紛由羅志雄執導；最後的宴會戲則由吳回執導。:32

## 公映與保存
本片於1959年7月15日:16起於太環院線七間戲院上映七天，此周票房約為港幣二十萬元，由於觀眾反應熱烈，於7月28日起再在國泰、快樂戲院上映。其後分別於1966年10月及1974年2月兩度重映，1966年重映的票房達四十萬元，比首映還高。四部籌款電影中以本片票房最為理想。:49
1985年第九屆香港國際電影節以喜劇電影為主題，本片為選映的本地舊作之一。
1999年華南影聯成立五十周年，該會將本片交由香港電影資料館永久保存。2021年香港電影資料館為響應聯合國教科文組織將10月27日定為「世界視聽遺產日」，當天於香港文化中心大劇院免費放映本片。

## 評價
戲劇學者盧偉力（曾任香港浸會大學電影學院副教授）對本片有詳細分析。他讚揚本片是「香港喜劇的典範」，它「體現華南電影工作者的集體智慧，是一個時代的藝術成就」。他指出1950年代中後期的香港（本片創作背景），房地產蓬勃，暴發戶冒起，中產階層逐漸形成，貧富懸殊及社會分化加劇，華南影聯電影人們藉本片對社會變化作出回應。手法方面，盧偉力認為本片以諷刺為主，接近古希臘喜劇中的舊喜劇，電影的戲劇行動（Dramtic Action）以馮綏仁設宴為主線，其設宴理由——老父留鬚十分荒唐，但因是豪門的宴會，劇中眾人像合情合理一樣為此而奔波，從而將「荒唐化為社會勢利的現實寫照」。電影的戲劇構成（Dramtic Structure）則包括富人（馮綏仁夫婦）、中產（何老四夫婦）、低下層（張德祺夫婦、阿勝阿佳兄弟等）三個階層，其中處處流露出和諧人際關係的低下層屬於主要群體，對於暴發戶馮綏仁、欲向上爬的中產階級何老四，則以「著眼於嘲弄，而不急於批判」的態度，淋漓盡致地描述他們的人格模式。盧偉力指出電影主題上有三組對照：其一是通過低下層的善良對照富人的不仁；其二是通過正常對照失常，如何老四夫婦對於參與宴會的不同態度；其三是通過對人生真正關愛的真人情，對照講究面子、虛偽的世俗人情。
《電影雙周刊》亦曾稱本片是「香港電影史上最佳喜劇之一」。
當時獲邀觀看試映的作家吳其敏在《文匯報》撰寫影評，他形容本片是「近乎鬧劇的諷刺喜劇」，有一些場面誇張化甚至以漫畫化處理。他特別著眼於馮娟夫婦、阿勝阿佳兄弟在蝸居中爭論賀禮，以及家境較佳的何老四夫婦之間的爭吵，認為前者在分歧中流露出親人間的溫情，生活雖困苦但氣氛終究親切快樂（與盧偉力看法相似）；而後者的分歧則反映出悲哀，何老四是「社會的可憐虫」，其妻則是「家庭的可憐虫」，皆為生活所逼，但他們對生活的追求方向並不正確。:209-210
2005年，本片獲香港電影金像獎協會票選為「最佳華語片一百部」之第84名。

## 相關作品
- 1991年同名香港電影《豪門夜宴》：改編自本片，以1990年代為背景，為賑濟1991年華東水災而義拍，同樣有大量當時知名香港藝人演出。據導演之一高志森所述，早在1989年銀都機構曾找他構思新版本《豪門夜宴》，但在六四事件發生後計劃擱置，至1991年施南生等人亦巧合地打算以新版本《豪門夜宴》作為籌款電影題材，於是他便拿出當時的改編故事，以此為基礎與陳嘉上、徐小明、黃炳耀等共同完成新版本劇本。新版最大的分別是加入了主角覺悟前非的情節及大團員結局。[20][21]
- 2021年電影《總是有愛在隔離》：因受到2019冠狀病毒病疫情的影響，2020年香港經濟低迷，電影業情況尤為嚴峻，香港演藝人協會會長古天樂聯同曾志偉等人籌備這部《豪門夜宴》形式的電影，號召多家電影公司合資及群星義演，亦以該疫情為背景。[22][23][24]

## 相關著作
- 華南影聯出版《豪門夜宴創作圖譜》，包括後人撰寫的全劇文學劇本、當年的對白本、當年的發行及宣傳資料、報章評論等。[2]

## 外部連結
- 香港影庫上《豪門夜宴》的資料（繁體中文）
- 互联网电影数据库（IMDb）上《豪門夜宴》的资料（英文）
- 豆瓣电影上《豪門夜宴》的資料 （简体中文）
- 时光网上《豪門夜宴》的資料（简体中文）